# Flight of the Intruder
Flight of the Intruder ist ein Flugsimulator, der von Rowan Software entwickelt und 1990 von Spectrum HoloByte für PC (DOS), Commodore Amiga und Atari ST veröffentlicht wurde. 1991 wurde es von Imagineering als Entwickler und Mindscape als Verleger auf das Nintendo Entertainment System portiert und kam unter dem Namen Phantom Air Mission nach Europa. Es basiert auf dem Roman Flight of the Intruder von Stephen Coonts, der um die gleiche Zeit auch unter dem Namen Flug durch die Hölle ins Kino kam. Es wurde als Nachfolger des ersten Teils der Falcon-Reihe von der Presse aufgenommen, erreichte aber als Einzeltitel nie deren Bekanntheit.

## Technik
Die Spielgrafik ist in polygonaler Vektorgrafik umgesetzt, nur für Explosionen und Gegenmaßnahmen werden Bitmaps verwendet, die nicht mit der Entfernung skaliert werden. Das Spiel wird in 16 Farben und 320 × 200 Pixeln (EGA) dargestellt.

## Gameplay
Der Spieler hat die Wahl, entweder eine Grumman A-6 oder eine McDonnell F-4 gegen Ziele in der Demokratischen Republik Vietnam im Rahmen des Vietnamkriegs zu fliegen. Dabei lag die Herausforderung sowohl in den umfassenden gegnerischen Verteidigungsmaßnahmen als auch in den strengen Rules of Engagement des Konflikts. Realistische Eigenschaften des Spiels beinhalten unzuverlässige Raketen, die rauchenden Triebwerke der Phantom und Täuschkörper. Es kann ein breites Spektrum an Einsätzen geflogen werden. So sind einfache Bombenangriffe oder CAP genauso möglich wie komplexe SEAD-Missionen die das genau abgestimmte Zusammenspiel mehrerer Elemente erfordern.
Der Spieler kann jede Mission bis ins Detail planen. Ausgehend von den verfügbaren Flugzeugen kann jede Waffenstation jedes Flugzeugs individuell belegt werden. Ein Missionseditor kann dazu genutzt werden, Wegpunkte zu verändern oder festzulegen, wie sich die verbündeten Einheiten dort verhalten sollen. Es gibt allerdings auch die Option, vorgefertigte Pläne und Bewaffnungen zu nutzen.
Im Flug kann der Spieler nach Belieben zwischen den eigenen Flugzeugen wechseln, und entweder die Kontrolle übernehmen oder der KI zusehen. Das Spiel hat auch einen Zeitraffer, mit dem lange, ereignislose Flugabschnitte verkürzt werden können, der allerdings abbricht sobald Feinde in der Nähe sind.
Die Cockpits, vor allem die verschiedenen Betriebsarten und Einstellmöglichkeiten des Radars und der Bombenzielsysteme sind detailliert gestaltet. Das Spiel bietet verschiedene Schwierigkeits- und Realismus-Stufen und ein dickes Handbuch, um dem Spieler den Einstieg zu erleichtern.
Landungen auf dem eigenen Flugzeugträger können „von Hand“ geflogen werden oder von der KI. Aufgrund der Freizügigkeit der gegnerischen KI muss aber jeder Einsatz zu Ende geflogen werden, will man sichergehen, nicht doch noch abgeschossen zu werden.
Es gibt einen Mehrspielermodus, in dem einer der Spieler auch die Gegenseite spielen kann. Er fliegt dann eine MiG-21, die im Cockpit jedoch genau wie die F-4 aussieht.

## Storyline
Es gibt keine im Spiel umgesetzte Storyline, dem Spieler bleibt es überlassen die Ereignisse des Buches auf das Spiel zu projizieren. Die Missionen starten mit dem Tonkin-Zwischenfall und man arbeitet sich dann Schritt für Schritt durch die verschiedenen Phasen des Luftkriegs über Vietnam.

## Kritik
Die Computerzeitschrift Amiga Joker bewertete das Spiel 1991 mit 91 %:

„Wow – Flight of the Intruder ist eine Simulation aus dem Bilderbuch“

In der Power Play 8/90 wurde das Spiel mit 83 % bewertet, dazu wurde geschrieben:

„Spectrum Holobyte hat mit "Flight of the Intruder" gegenüber dem tollen F-16 Falcon noch einmal tüchtig zugelegt.“